# Зелёный Яр (Приморский край)
Зелёный Яр — село в Михайловском районе Приморского края, входит в состав Михайловского сельского поселения.

## География
Село Зелёный Яр стоит на правом берегу реки Бакарасьевка.
Дорога к селу Зелёный Яр отходит на север от автотрассы «Уссури» между перекрёстком дороги Осиновка — Рудная Пристань и транспортной развязкой у села Михайловка, до которого около 7 км. До трассы «Уссури» около 2 км.
На запад от села Зелёный Яр идёт просёлочная дорога к селу Некруглово.

## Население
| 2002 | 2010 |
| ---- | ---- |
| 56   | ↘40  |

## Улицы
В селе имеются три улицы: Ленинская, Садовая и Советская. 

## Экономика
Сельскохозяйственные предприятия Михайловского района.